# Олд-Містік (Коннектикут)
Олд-Містік (англ. Old Mystic) — переписна місцевість (CDP) в США, в окрузі Нью-Лондон штату Коннектикут. Населення — 3493 особи (2020).

## Географія
Олд-Містік розташований за координатами 41°23′1″ пн. ш. 71°59′10″ зх. д. / 41.38361° пн. ш. 71.98611° зх. д. (41.383632, -71.986246).  За даними Бюро перепису населення США в 2010 році переписна місцевість мала площу 11,27 км², з яких 11,03 км² — суходіл та 0,25 км² — водойми.

## Демографія
Згідно з переписом 2010 року, у переписній місцевості мешкали 3554 особи в 1414 домогосподарствах у складі 997 родин. Густота населення становила 315 осіб/км².  Було 1487 помешкань (132/км²).
Расовий склад населення:
| - 84,7 % — білих - 6,4 % — азіатів - 3,5 % — чорних або афроамериканців - 0,5 % — корінних американців - 0,1 % — вихідців з тихоокеанських островів |

До двох чи більше рас належало 4,3 %. Частка іспаномовних становила 3,4 % від усіх жителів.
За віковим діапазоном населення розподілялося таким чином: 22,4 % — особи молодші 18 років, 62,8 % — особи у віці 18—64 років, 14,8 % — особи у віці 65 років та старші. Медіана віку мешканця становила 42,5 року. На 100 осіб жіночої статі у переписній місцевості припадало 98,3 чоловіків;  на 100 жінок у віці від 18 років та старших — 98,4 чоловіків також старших 18 років.
Середній дохід на одне домашнє господарство  становив 102 773 долари США (медіана — 87 470), а середній дохід на одну сім'ю — 113 579 доларів (медіана — 104 676). Медіана доходів становила 70 511 долар для чоловіків та 51 925 доларів для жінок. За межею бідності перебувало 4,2 % осіб, у тому числі 11,1 % дітей у віці до 18 років та 3,5 % осіб у віці 65 років та старших.
Цивільне працевлаштоване населення становило 2061 особа. Основні галузі зайнятості: освіта, охорона здоров'я та соціальна допомога — 28,2 %, виробництво — 19,2 %, мистецтво, розваги та відпочинок — 11,5 %, науковці, спеціалісти, менеджери — 9,4 %.